# 게오르게 우체네스쿠

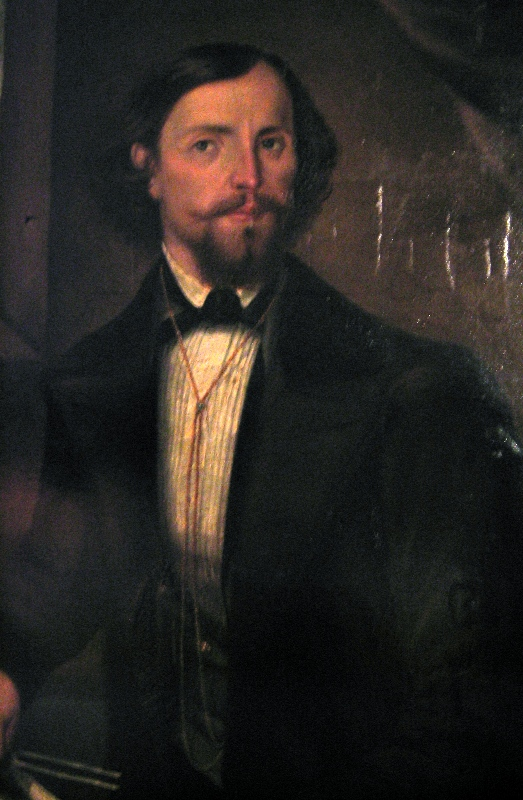
게오르게 우체네스쿠

게오르게 우체네스쿠(루마니아어: Gheorghe Ucenescu, 1830년 ~ 1896년)은 루마니아의 음악가이다. 그는 루마니아의 가수 및 브라쇼브 중학교의 교사였다.

## 생애
원래 그는 시비우 출신이었으나, 곧 브라쇼브로 이사를 갔다. 그는 부쿠레슈티에서 안톤 판과 "Psaltichia"를 배웠다. 그의 작품 중에는 1856년작인 '별과 캐롤', 1883년작인 '신규 가입 전의 쇼핑'도 있다. 그는 죽을 때까지 브라쇼브의 성 니콜라스 교회의 교사였다.
안드레이 무레샤누가 루마니아인이여, 깨어나라!를 작사할 당시 그에게 조언을 구했으나, 최종적으로 안톤 판의 작품을 선택했다는 일화가 있다.